# James Scott (acteur)
James Scott (Newcastle Upon Tyne, 14 januari 1979) is een Engels acteur.
Scott begon zijn carrière in de muziekindustrie en in het theater. Hij verhuisde naar Londen om aan de LAMDA te studeren.
Hij werd model voor kledingbedrijven en tijdens een bezoek aan LA woonde hij een acteerles bij van Ivana Chubbuck. Dit inspireerde hem om geld te sparen en naar LA te verhuizen. Hij studeerde twee jaar alvorens hij zijn eerste rol kreeg.
In augustus 2004 begon hij te acteren in de soap All My Children waar hij gestalte gaf aan Ethan Cambias. Hij speelde de rol tot februari 2006. Daarna schakelde hij in mei van dat jaar over naar soap Days of our Lives voor de rol van EJ Wells. Van juli tot september 2007 nam hij ook de rol van Santo DiMera voor zijn rekening.